# Rumcake

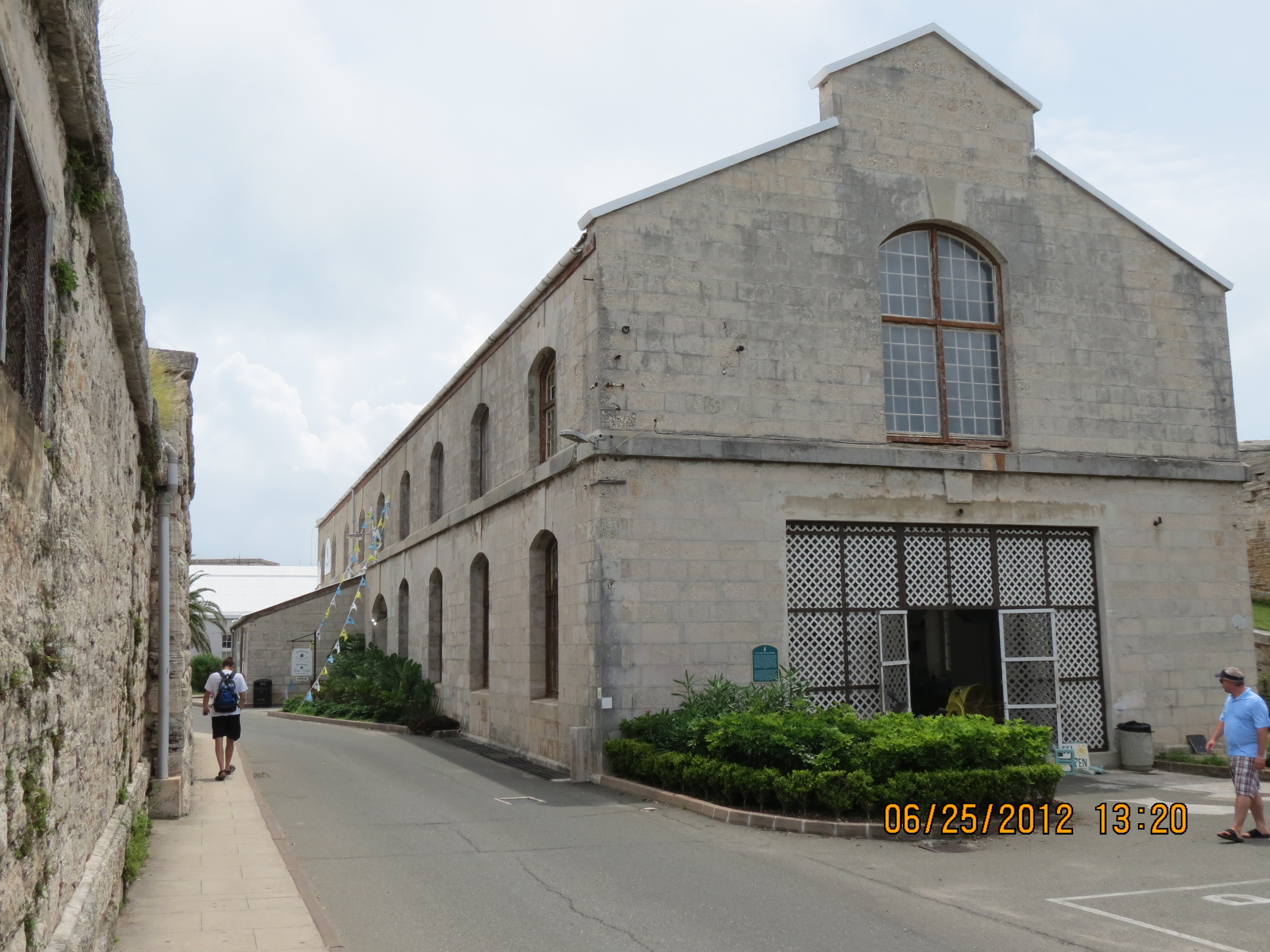
Rumcake fabriek in Bermuda

Rumcake is een soort cake die rum bevat. In het grootste deel van het Caraïbisch gebied is rumcake een traditioneel nagerecht tijdens de feestdagen. Oorspronkelijk werden gedroogde vruchten maandenlang in rum geweld en daarna aan deeg toegevoegd dat was bereid met gekaramelliseerde suiker (door te koken in water). Het resultaat, ook bekend als "zwarte cake", is vergelijkbaar met een fruitcake, met een lichtere textuur.  
Hoewel sommige soorten rumcake zijn gemaakt om consequent minder dan 0,5% alcohol te bevatten, is het bij andere soorten mogelijk om bedwelmd te raken door het consumeren van een overmatige hoeveelheid rumcake. Bepaalde rumcakes zoals Tortuga bevatten zelfs meer dan vijf procent aan (graan)alcohol, Het wordt meestal gemaakt met pruimen en rozijnen gedrenkt in rum, evenals bruine suiker en een bitterzoete karamel genaamd "browning".

## Gebruiken in verschillende landen
In Trinidad en Tobago worden vruchten bewaard in kersenbrandewijn om te worden gebruikt bij het maken van de cake. In dit gebied wordt Rumcake traditioneel geassocieerd met Kerstmis.
In Puerto Rico is rumcake bekend onder de naam Bizcocho de Ron. Dit is een Sponscake waarin de rum geabsorbeerd wordt. Vers of gedroogd fruit kan worden toegevoegd. Rozijnen en sultanas kunnen gedurende een dag of een nacht worden geweekt in rum. Bizcochos de Ron worden tijdens de feestdagen als cadeau gegeven.  
In de Verenigde Staten zijn rumcakes al sinds de 1970's populair. Terwijl veel eilandreizigers hun best doen om een Caribische variëteit op te pikken, produceren steeds meer kleine Amerikaanse bedrijven eigen variaties. Sommige daarvan bieden rumcake op bestelling. Velen lijken een decennia-oud speciaal recept te hebben. Sommigen laten de rum rechtstreeks in het koek trekken anderen gebruiken de gewelde vruchtenmethode.